# Štěpán IV. (papež)
Štěpán IV. (V.) (kolem roku 770 Řím – 24. ledna 817 Řím) byl papežem od 12. června 816 až do své smrti. Problém s číslováním papežů jména Štěpán je vysvětlen v článku o Štěpánu II.
Po svém jmenování se spojil s Ludvíkem Pobožným, synem Karla Velikého, který byl ještě za života otce roku 813 prohlášen císařem (karolinské říše) v Cáchách. Štěpán se za ním vydal přes Alpy a potkali se v Remeši, kde svatý Remigius pokřtil prvního franského krále Chlodvíka I. Zde ve starém katedrálním remešském kostele papež 5. října 816 Ludvíka posvětil, pomazal a korunoval na císaře. Na tuto korunovaci později navázali francouzští králové a remešská kadrála se stala pravidelným místem korunovace francouzských panovníků. Štěpán potvrdil svazek papeže s franskými panovníky, o který se opíral Papežský stát.
Poté se přes Ravennu vrátil do Říma, kde začátkem dalšího roku zemřel. Byl pochován v (původní) bazilice sv. Petra a na jeho místo nastoupil papež Paschal I.